# Рожанц, Михаэл
Михаэл Рожанц (словен. Mihael Rožanc; 25 ноября 1885, Триест — 23 августа 1971, Любляна) — словенский композитор, праведник народов мира.

## Биография
Получив среднее образование, в 1907—1945 гг. работал на железной дороге в различных городах региона: Ново-Место, Лесце, Чрномель, Трбовле. Занятия музыкой начал в юности в Триесте в хоре при церкви Сан-Джакомо, которым руководил Фран Ракуша, после переезда в Ново-Место пел в хоре под руководством Игнация Хладника. В Любляне юношей учился игре на скрипке, альте и фортепиано, но не имел возможности завершить музыкальное образование. К 1906—1907 гг. относятся первые хоровые сочинения Рожанца, с которыми он дебютировал на страницах центрального органа словенской музыки — журнала Novi akordi. На протяжении жизни выступал как инструменталист и хоровой дирижёр в различных любительских коллективах, а с 1954 года преподавал струнные инструменты в музыкальной школе в Камнике.

## Творчество
Рожанцу принадлежат Месса в честь Архангела Михаила, Magnificat для голоса и органа с оркестром, ряд других хоровых и вокальных сочинений. В области камерной музыки он написал несколько пьес для скрипки, для виолончели, для струнного квинтета, для духового ансамбля. Музыка Рожанца выдержана в стилистике позднего романтизма.

## Праведник народов мира
Дочь Михаэла Рожанца и его жены Эмы Элизабета (1920—2009, в дальнейшем в замужестве Хорват) работала няней в семье словенца Ладислава Зайца и его жены, еврейки Регины Штейнберг, воспитывая их сына Томажа, родившегося в 1939 году. В сентябре 1944 года немецкие оккупационные власти арестовали родителей мальчика, но няне удалось убежать вместе с ребёнком и принести его в свой родительский дом. Семья Рожанц выдавала мальчика за внебрачного сына Элизабеты вплоть до возвращения его матери в июле 1945 года. В 2016 году израильский Институт Катастрофы и героизма «Яд ва-Шем» признал семью Рожанц Праведниками народов мира.